# Zhuzhou
Zhuzhou (xinès: 株洲, joo-joh; mandarí pinyin: Zhū zhoū), abans Jianning (建宁), és una ciutat a nivell de prefectura de la província de Hunan, República Popular de la Xina, a cavall del riu Xiang al sud-est de la capital de la província, Changsha i limitant amb la província de Jiangxi a l'est. Forma part de la "Regió Metropolitana del Gran Changsha, també coneguda com a Triangle d'Or de Changzhutan" (que comprèn les ciutats de Changsha, Zhuzhou i Xiangtan). La ciutat té jurisdicció sobre cinc comtats (Yanling, Chaling, Youxian, Liling, Zhuzhou) i quatre districtes (Hetang, Lusong, Shifeng i Tianyuan, una zona de desenvolupament industrial d'alta tecnologia), i cobreix una àrea d'11.420 km².
Segons el cens de 2010, Zhuzhou tenia 3.855.609 habitants, dels quals 1.055.373 vivien a l'àrea urbanitzada (4 districtes urbans). Amb les zones de Xiangtan adjacents a Zhuzhou que s'aglomeraran d'aquí a uns anys, l'àrea urbanitzada conjunta acollirà 2.933.069 habitants.
Zhuzhou és la segona ciutat més gran de la província de Hunan. És una ciutat industrial amb quatre indústries principals: metal·lúrgia, fabricació de maquinària, productes químics i materials de construcció. A Zhuzhou hi ha una universitat pública provincial de la Universitat Tecnològica de Hunan.

## Clima
Zhuzhou té un clima subtropical humit amb estius llargs i calorosos i hiverns freds a freds, ennuvolats i humits amb algunes nevades ocasionals. Dins de la seva àrea administrativa, la temperatura mitjana anual és de 17,7 °C, sent el mes més fresc el gener, amb una mitjana de 5,3 °C, i el juliol més calorós, a 29,5 °C.